# Lekarski jevrejski stalež u Subotici 1918—1941.
Lekarski jevrejski stalež u Subotici od 1918-1941. bio je deo malobrojne, visopozicionirane intelektulne elite u ovom gradu u prvoj polovini 20. veka. Njihov visok socijalno-ekonomski status, otvarao im je puteve za društvenu afirmaciju i promociju na polju ne samo esnafskog delovanja, već I aktivno učešće u političkom životu, umetnosti ili aktivnosti na privrednom polju, što je drugim nižim socijalnim staležima u Subotici i šire gotovo u potpunosti bilo uskraćeno. 
U takvim uslovima neki od subotički lekari uspeli su da se afirmišu pre svega u svojoj struci, ali i van nje. Tako su među privrednicima, akcionarima, bili istaknuti dr Nej Ladislav, dr Eugen Večei i drugi. Na čelu jevrejske crkvene opštine nalazio se dr Adolf Klajn, a njegov sin Endre, nastavio je očevim stopama na profesionalnom planu, ali je prešao u pravoslavlje i radom u sokolskoj organizaciji pokušao da se što bolje prilagodi vladajućoj ideološkoj klimi.

## Uslovi u kojima su živeli Jevreji pre 1918.
Naseljavanje Jevreja u Vojvodini spominje se krajem 17. i s početka 18 veka, a u Subotici i okolini poslednjih decenija 18. veka. Jevreji su došli u Vojvodinu iz Moravske (Slovačke), Češke i Mađarske. Prema određenim zakonskim propisima dozvoljeno im je bilo da se naseljavaju oko grada. Uslovi stanovanja bili su im teški, nisu uživali građanska prava niti su imali dozvolu da se bave zanatima,a plaćali su tzv. taksu tolerancije (Toleranzteuer, Taxa Judeorum) ukoliko su bili nastanjeni u gradu.
Tek Mađarska građanska revolucije iz 1848. i 1849. pod vođstvom Lajoša Košuta donelo je izmene u odnosu prema Jevrejima u Subotici, jer je 28. jula 1849. u Segedinu aklamacijom prihvaćen Zakon o oslobađanju Jevreja. Međutim već u deceniji posle bune došlo je do obnavljanje institucije jevrejske zakletve, a 1852. zabranjena je upotreba hebrejskih molitvenika i verskih zapisa.
Tek posle austrougarske nagodbe usvojen je Zakon o emancipaciji Jevreja, u kome je između ostalog zapisano:
- U korišćenju građanskih i političkih prava, jevrejsko stanovništvo se proglašava ravnopravnim sa hrišćanskim stanovništvom.
- Svaki ovome suprotan zakon, običaj ili naredba se ovim zakonom ukida“.

Nakon ovih pozitivnih događaja počinje brzo naseljavanje i uključivanje Jevreja u privredni, kulturni, politički i sportski život Subotice.

## Istorija
Prama sačuvanoj evidenciji pre ulaska u sastav Kraljevine Jugoslavije u Subotici je 1905/6. bilo 34 lekara, a 1907—38, koliko ih je bilo i 1915. godine, uključujući i lekare Jevreje. 
Po ulasku u Kraljevinu Jugoslaviju, u skladu sa potpisanim međunarodnim ugovorima, stanovništvu je ostavljeno pravo (ili mogućnost prijema državljanstva u novonastalim državama na temeljima Monarhije), koje su iskoristili i neki lekari, koji su napustili Suboticu, i najvećim delom otišli u Mađarsku. Sa druge strane, u Subotici je tekao sve intenzivniji proces doseljavanja, tokom koga su u grad, pristigli mnogi lekari, iz drugih delova Jugoslavije.
Broj lekara u 1927. godini po Adresaru za Suboticu popeo se na 63. Slični podaci postoje i u spisku članova Lekarske komore, u kome se navedi da je Subotica i kupalište Palić, imalo 64 lekara i 10 stomatologa...i da se u toku 1925, u Suboticu doselilo još 10 lekara.
Po „Jevrejskom almanahu“ za 1926/7, u Subotici je lekarsku praksu vršilo 27 Jevreja. U odnosu na ukupan broj lekara, zastupljenosti Jevreja među lekarima Subotice bila je 43%, što je jako značajno sobzirom da je istovremeno procenat jevrejske populacije u subotičkom stanovništvu kretao od 4 do 5%. To što su Jevreji bili najzastupljeniji u lekarskoj profesiji, poklapa se sa podacima, da je ova nacionalna grupa, u sličnom velikom procentu, od kraja 19. veka učestvovala prvenstveno u privrednom životu grada, kao trgovci, bankari, industrijalci. 
Imajući ovo u vidu može se zaključiti da je na ovo uticala čiwenica, da su deca Jevreja u Subotici imala obezbeđene materijalne preduslove za sopstveno školovanje, a kasnije i školovanje svojih potomaka, među kojima je pored advokatskog dominiralo lekarsko zanimanje, zbog vrlo velikog ugleda u društvu ali i preduzetničkog duha.
O velikoj stručnosti ali i preduzetničkom duhu lekara Jevreja, koji su pored visoke medicinske stručnosti raspolagali i neophodnim finansijskim preduslovima, jevrejski lekari su u međuratnom periodu osnovali tri moderno opremljena i uređena privatna sanatorijuma, anešto kasnije i Jevrejsku bolnicu u Subotici:
- Sanatorijum „Park“, dr Imre Vilhajma.
- Sanatorijum sa 12 kreveta i gradskim kupatilom, dr Zoltana Hajzlera.
- Ginekološki sanatorijum, dr Šanta Đerđa.[9]
- Jevrejsku bolnicu, 1923. godine osnovao je Lajčo Polak. Bolnica se preseljava u zgradu sanatorijuma „Park“ 1925. godine.

## Značaj Jevreja lekara za grad Suboticu
U međuratnom istorijskom razdoblju (1918-1941), koje je trajalo nepune 23 godine, neki od subotičkih lekara Jevreja, obeležili su svojim delovanjem razne svere života u Subotici, koje pored onih užih stručno profesionalnih obuhvataju i one u drugim oblastima društvenog života . 
| „ | Vođeni svojim ličnim sklonostima, sposobnostima, ambicijama ali i društvenim položajem, pronalazili su u datim okolnostima načine i mogućnosti da se iskažu i van ordinacija. Velika raznolikost u takvom njihovom angažovanju; od političara često suprotnih orijentacija, Šanta-Santo, preko dobro situiranog pomagača ilegalne partije -Singera, književnika svetskog putnika – Munka, ili industrijalaca – akcionara, do konvertite – „jugoslovenskog nacionaliste“ – Klenića, samo odražava presek stanja tadašnjeg društva, zemlje i Subotice, u koje je bilo bremenito mnogim suprotnostima i tenzijama. Sve ove ličnosti su ipak relativno malo bile uslovljene samom svojom lekarskom profesijom u tom svom delovanju, a mnogo više samom pripadnošću određenoj naciji, odnosno socijalnom sloju, i unutrašnjim, ličnim motivima i pobudama, koji su ih usmeravali da na određeni način reaguju na celokupnu društvenu klimu. | ” |

## Spoljašnje veze
- Subotica danas, arhiva članka
- Istorijat Jevrejske opštine Subotica